# Canción del general Kim Jong-il
La Canción del general Kim Jong-il (en chosŏn'gŭl, 김정일장군의 노래; McCune-Reischauer, Kim Chŏng-il Changgun ŭi Norae) es una canción de Corea del Norte. La música fue compuesta por Sol Myong-sun y la letra fue escrita por Sin Un-ho.
La canción alaba al Secretario general eterno, Kim Jong-il (quien gobernó desde 1994 hasta 2011) como parte de su culto a la personalidad. Durante la presidencia de Kim Il-sung, Kim Jong-il ayudó a dirigir el culto a la personalidad de su padre. Aunque la Canción del general Kim Jong-il no es tan popular como la Canción del general Kim Il-sung (su culto no fue tan grande como el de su padre), también se toca con regularidad en Corea del Norte.
La canción es reproducida diariamente por la televisión estatal de Corea del Norte al comienzo de las transmisiones. También fue interpretada después de la transmisión del servicio conmemorativo de Kim Jong-il el 29 de diciembre de 2011. Pyongyang FM Broadcasting también reproduce una versión de sonido de campanas de los primeros dos versos de la canción como su señal de intervalo al comienzo de las transmisiones.
Según fuentes norcoreanas, su satélite Kwangmyŏngsŏng-2, supuestamente lanzado en una prueba el 5 de abril de 2009, está transmitiendo esta canción entre otros datos.
Ritta Dimek grabó una versión en inglés.